# Геодезичний напір
Геодезичний напір (рос.геодезический напор; англ. geodetic head; нім. geodätische Förderhöhe f) – різниця висот рівнів вихідного і вхідного перерізу устаткування чи трубопроводу: 
Hgeo = zII – zI.